# ブルトン国家社会主義労働者運動

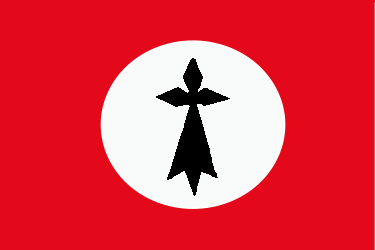
ブルトン国家社会主義労働者運動の旗

ブルトン国家社会主義労働者運動（フランス語: Mouvement Ouvrier Social-National Breton）は、1941年に Théophile Jeusset (en)により結成されたフランス ブルトン（ブルターニュ）地方の、ナショナリスト、分離主義者、ファシストの運動。ブルトン国家党から分裂して生まれ、同年に消滅した。

## 概要
ブルトン国家社会主義労働者運動の25カ条綱領は、「人民による人民のために作られた大衆的なブルトン国家」の原則を基本として、ヨーロッパの新秩序(en)を統合し、「ブルトンのブルジョワジーとして最後に登場した自由フランス軍」を拒絶し、「ブルトンの大多数である農民階級」を保護し、「ブルトンにパンを、ヨーロッパに平和を、ブルターニュに自由を」と主張した。また「その実現は、イギリスによるのではなく、フランスでもなく、ドイツでもない」として、「ブルトン人民の中に存在する力と信頼を通じて」のみとした。
採用された旗は、Olier Mordrel (en)が数年前にデザインしたもので、国家社会主義ドイツ労働者党の旗に酷似しており、赤地に白い円の中央に黒いアーミンが配置され、「労働者の血」を表した。
創始者のThéophile Jeussetはイル＝エ＝ヴィレーヌ県の職場や工場から何名かの賛同者を得て、レンヌのレストランの個室で約20回の会合を組織した。彼は議論を放棄し、小さな共産主義の分離主義者グループとの直接行動に着手した。彼はイル＝エ＝ヴィレーヌ県知事のFrançois Ripertを攻撃する落書きを開始し、レンヌの植物公園や、ベルトラン・デュ・ゲクランの像などが被害を受けた。

## 参照
- La Bretagne dans la guerre by Hervé Le Boterf. 1969.